# Соколов, Алексей Михайлович
Алексе́й Миха́йлович Соколо́в (род. 19 ноября 1972 года, Ленинград, СССР) — российский учёный в области транспорта, доктор технических наук, профессор, председатель Совета Ассоциации испытательных центров железнодорожной техники, вице-президент Союза «Объединение вагоностроителей».

## Биография
Окончил Петербургский государственный университет путей сообщения по специальности «Подъёмно-транспортные, путевые и строительные машины».
Является профессором Российского университета транспорта (МИИТ), имеет степень доктора технических наук по специальности «Подвижной состав, тяга поездов и электрификация».
В 2008—2010 гг. занимал должность заведующего кафедры «Подъемно-транспортные, путевые и строительные машины» Петербургского государственного университета путей сообщения.
- В 2011—2013 гг. работал в должности заместителя председателя Объединённого учёного совета[4].
- В 2013—2015 гг. — заместитель генерального директора, начальник Проектно-конструкторского бюро Научно-исследовательского института железнодорожного транспорта[5].
- В 2016—2019 гг. — первый заместитель генерального директора по стратегии и продукту ПАО «Научно-производственная корпорация „Объединённая Вагонная Компания“» и председатель совета директоров «Всесоюзного научно-исследовательского центра транспортных технологий»[6].

Участие в профессиональных ассоциациях и научных обществах общенационального масштаба
- С 2015 года является вице-президентом НП «Объединение предприятий сталелитейной промышленности».
- С 2016 года — заместитель председателя Технического комитета по стандартизации ТК45 «Железнодорожный транспорт»[7].
- С 2017 года — председатель Совета Ассоциации испытательных центров железнодорожной техники.
- С 2017 года — вице-президент Союза «Объединение вагоностроителей»[8].
- С 2019 года — член Ученого Совета АО «Научно-исследовательский институт железнодорожного транспорта»

Входит в число ведущих российских учёных в области вагоностроения, технологий железнодорожного тяжеловесного движения.